# Charles Berny d’Ouvillé

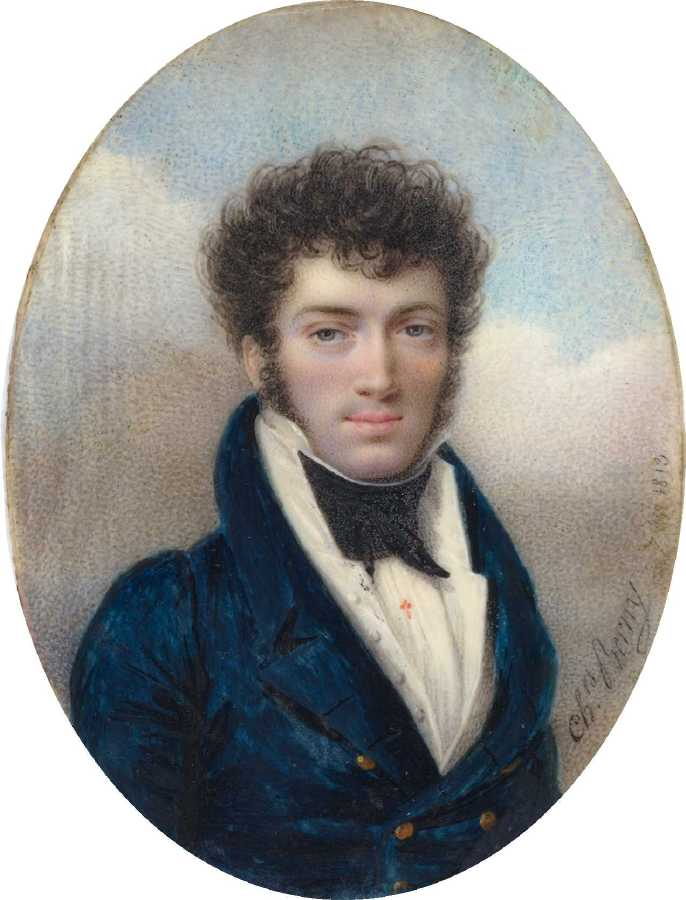
Charles Berny d’Ouvillé: Porträt von François Elleviou, 1813

Claude Charles Antoine Berny d’Ouvillé, auch bekannt als Charles Berny (* 23. Juli 1775 in Clermont-Ferrand bei Lyon; † 7. Januar 1842 in Quartier des Batignolles bei Paris) war ein französischer Maler. Der Miniaturist und Genremaler stellte seine Werke zwischen 1802 und 1833 wiederholt im Pariser Salon aus. 
Am 19. Dezember 1811 heiratete er in der Kirche St. Roch in Paris Eulalie Joséphine Biju-Duval d’Algreis, die Tochter des Offiziers Pierre Philippe Biju Duval d’Algreis und der Marie-Cécile Arnaud. Aus der gemeinsamen Verbindung gingen sechs Kinder hervor.